# Công thúc Tọa
Công thúc Tọa (公叔痤, ？－360 TCN）hay Công tôn Tọa (公孙痤) là tướng quốc nước Ngụy thời chiến quốc có công giúp nước Ngụy trở nên hùng mạnh cũng như đưa nước Ngụy góp mặt trong Thất hùng thời chiến quốc

## Thân thế
Công Thúc Tọa vốn nguyên tên là Ngụy Tọa (魏痤) thuộc dòng dõi công tộc nước Ngụy thời chiến quốc, vì là chú của Ngụy Huệ vương nên được ban họ Công Thúc (公叔), ông kết hôn với một công chúa nước Ngụy và cùng với Điền Văn (không phải Mạnh Thường quân) chấp trì chính sự nước Ngụy.

## Làm tướng nước Ngụy
Sau cái chết của Ngụy tướng Điền Văn, Ngụy Huệ vương chuẩn phong ông làm Ngụy tướng. Lúc bấy giờ trong triều có viên đại thần Ngô Khởi là quận thủ Hà Tây. Ngô Khởi có công đoạt lấy Hà Tây từ tay người Tần và đánh bại các cuộc phản công của quân Tần nên có uy tín rất cao trong nước; điều này làm Ngụy Toạ lo lắng về ngôi vị tướng quốc của mình. Trong nhà ông có người hầu hiến kế rằng Ngô Khởi là người rất trọng danh dự, có thể trước mặt Ngụy Huệ vương mà nói rằng nước Ngụy này quá nhỏ không đủ cho ông trổ tài. Khi Huệ vương hỏi ông về Ngô Khởi, thì ông hãy tâu với Ngụy vương ban hôn cho Ngô Khởi với một công chúa nước Ngụy, và nói nếu ông ta muốn ở lại nước Ngụy ắt sẽ đồng ý, còn nếu Ngô Khởi không muốn ở lại thì ắt sẽ từ hôn. Tiếp đó hãy giả mời Ngô Khởi và công chúa đến nhà ta là khách rồi tìm cách chọc giận công chúa làm công chúa xúc phạm Ngô Khởi khiến ông ấy từ hôn. Sau đó vì sợ Ngụy Huệ vương trách tội thì Ngô Khởi tự khắc sẽ rời nước Ngụy. Quả thật sau khi từ hôn Ngô Khởi sợ tội phải sang đất Sở.
Năm 362 TCN Hàn-Triệu liên quân phạt Ngụy, ông nhận lệnh lãnh binh nghênh địch và đại thắng, bắt sống tướng Triệu của liên quân hai nước tại chiến tuyến sông Quái Thủy. Ông được Ngụy vương tặng một vạn mẫu ruộng nhưng ông không nhận nói rằng đó là công của Ba Ninh và Thoán Tương, vốn là học trò của Ngô Khởi. Sau Ngụy vương quyết định trao thuởng hai vạn mẫu ruộng cho hai vị tướng quân.
Tại trận Thiếu Lăng nước Ngụy bại nước Tần, ông bị bắt nhưng sau được trả về.

## Lúc cuối đời
Lúc cuối đời trong triều có Vệ Ưởng nhận ông làm thầy, và được ông phong làm Trung thứ tử. Ông biết Vệ Ưởng có tài, muốn tiến cử lên vua Ngụy nhưng chưa có dịp. Đến khi bị bệnh sắp mất, vua Ngụy thân hành đến thăm, hỏi về người có thể nối chức Tướng quốc. Ông liền tiến cử Vệ Ưởng nhưng vua Ngụy không trả lời. Công Thúc Tọa bèn bảo:
Nếu nhà vua không nghe tôi, không dùng Ưởng thì phải giết y đi chớ để cho y ra khỏi biên giới.
Vua Ngụy nhận lời rồi ra về. Sau đó, Ông cho gọi Vệ Ưởng đến, nói việc mình tâu với vua Ngụy cho ông biết và bảo tìm đường mà trốn. Vệ Ưởng không nghe theo, vẫn ở lại nước Ngụy cho rằng vua Ngụy sẽ không nghe lời của Công Thúc Tọa và nếu không cho mình làm tướng thì cũng chẳng giết mình. Quả nhiên sau khi Công Thúc Tọa chết, Ngụy Huệ vương cũng không giết Vệ Ưởng.